# Пертту Хівярінен
Пертту Хівярінен (народився 5 червня 1991 року) — фінський лижник. Учасник Олімпійських ігор і чемпіонатів світу.

## Результати за кар'єру
Усі результати наведено за даними Міжнародної федерації лижного спорту.

### Олімпійські ігри
| Рік  | Вік | 15 км індивідуальні пер. | 30 км скіатлон | 50 км мас-старт | Спринт | 4 × 10 км естафета | Командна першість спринт |
| ---- | --- | ------------------------ | -------------- | --------------- | ------ | ------------------ | ------------------------ |
| 2018 | 27  | 35                       | 41             | 29              | —      | 4                  | —                        |

### Чемпіонати світу
| Рік  | Вік | 15 км індивідуальні пер. | 30 км скіатлон | 50 км мас-старт | Спринт | 4 × 10 км естафета | Командна першість спринт |
| ---- | --- | ------------------------ | -------------- | --------------- | ------ | ------------------ | ------------------------ |
| 2015 | 23  | 25                       | —              | —               | —      | —                  | —                        |
| 2017 | 25  | —                        | 30             | 44              | —      | —                  | —                        |
| 2019 | 27  | 19                       | 23             | 42              | —      | 4                  | —                        |
| 2021 | 29  | 17                       | —              | 32              | —      | 6                  | —                        |

### Кубки світу
| Сезон | Вік | Місце в дисципліні | Місце в дисципліні | Місце в дисципліні | Місце в Скі Тур | Місце в Скі Тур | Місце в Скі Тур | Місце в Скі Тур   | Місце в Скі Тур |
| Сезон | Вік | Загалом            | Дистанція          | Спринт             | Nordic Opening  | Тур де Скі      | Скі Тур 2020    | Фінал Кубка світу | Скі Тур Канада  |
| ----- | --- | ------------------ | ------------------ | ------------------ | --------------- | --------------- | --------------- | ----------------- | --------------- |
| 2011  | 19  | НК                 | НК                 | —                  | —               | —               | Н/Д             | —                 | Н/Д             |
| 2013  | 21  | НК                 | НК                 | —                  | —               | —               | Н/Д             | —                 | Н/Д             |
| 2014  | 22  | НК                 | НК                 | —                  | —               | —               | Н/Д             | —                 | Н/Д             |
| 2015  | 23  | НК                 | НК                 | НК                 | 68              | DNF             | Н/Д             | Н/Д               | Н/Д             |
| 2016  | 24  | 133                | 84                 | НК                 | 51              | —               | Н/Д             | Н/Д               | —               |
| 2017  | 25  | 67                 | 51                 | 90                 | 21              | 31              | Н/Д             | —                 | Н/Д             |
| 2018  | 26  | 119                | 80                 | НК                 | —               | —               | Н/Д             | 71                | Н/Д             |
| 2019  | 27  | 103                | 65                 | —                  | —               | —               | Н/Д             | —                 | Н/Д             |
| 2020  | 28  | 23                 | 17                 | 87                 | 13              | 14              | —               | Н/Д               | Н/Д             |
| 2021  | 29  | 55                 | 40                 | НК                 | 22              | —               | Н/Д             | Н/Д               | Н/Д             |

#### П'єдестали в командних дисциплінах
- 1 п'єдестал – (1 Ес)

| № | Сезон   | Дата          | Місце пров.       | Перегони                | Рівень      | Місце | Тов. по команді(s)       |
| - | ------- | ------------- | ----------------- | ----------------------- | ----------- | ----- | ------------------------ |
| 1 | 2020–21 | 24 січня 2021 | Лахті (Фінляндія) | Естафета 4 × 7,5 км К/В | Кубок світу | 2-ге  | Хакола / Нісканен / Мякі |